# Pareques umbrosus
Pareques umbrosus és una espècie de peix de la família dels esciènids i de l'ordre dels perciformes.

## Morfologia
- Els mascles poden assolir 25 cm de longitud total.[5]

## Hàbitat
És un peix marí, de clima subtropical i associat als esculls de corall que viu entre 5-91 m de fondària.

## Distribució geogràfica
Es troba a l'oceà Atlàntic occidental: des de Carolina del Nord fins a Florida i, també, des del Golf de Mèxic sencer fins a Veneçuela.

## Ús comercial
Ha estat criat en captivitat.

## Observacions
És inofensiu per als humans.